# Thạnh Quới, Mỹ Xuyên
Thạnh Quới là một xã thuộc huyện Mỹ Xuyên, tỉnh Sóc Trăng, Việt Nam.

## Địa lý
Xã Thạnh Quới nằm ở phía tây huyện Mỹ Xuyên, có vị trí địa lý:
- Phía đông giáp xã Gia Hòa 1 và xã Thạnh Phú
- Phía tây và phía bắc giáp huyện Thạnh Trị
- Phía nam giáp xã Gia Hòa 2 và tỉnh Bạc Liêu.

Xã Thạnh Quới có diện tích 50,93 km², dân số năm 2022 là 30.431 người, mật độ dân số đạt 597 người/km².
Trên địa bàn xã có Quốc lộ 1 đi qua.

## Hành chính
Xã Thạnh Quới được chia thành 12 ấp: Bưng Thum, Đào Viên, Đay Sô, Hòa Khanh, Huỳnh Phẩm, Ngọn, Phú Giao, Thạnh An, Thạnh Bình, Thạnh Hòa, Thạnh Hưng, Thạnh Thới.

## Lịch sử
Ngày 7 tháng 7 năm 1982, Hội đồng Bộ trưởng ban hành Quyết định số 111-HĐBT về việc thành lập xã Thạnh Hưng trên cơ sở một phần của xã Thạnh Quới.
Ngày 16 tháng 9 năm 1989, Hội đồng Bộ trưởng ban hành Quyết định số 128-HĐBT về việc sáp nhập xã Thạnh Hưng vào xã Thạnh Quới.
Sau khi phân vạch địa giới hành chính, xã Thạnh Quới có 4.347 ha diện tích tự nhiên và 15.571 nhân khẩu.